# Satz von Montel
Der Satz von Montel (nach Paul Montel) ist ein Satz aus der Funktionentheorie. Er beschäftigt sich mit der Fragestellung, wann eine Funktionenfolge  holomorpher Funktionen eine kompakt konvergente Teilfolge besitzt. In diesem Sinne ist er das Analogon zum Satz von Bolzano-Weierstraß für Zahlenfolgen.
Er wurde von Paul Montel im Jahre 1916 gefunden.

## Aussage des Satzes
Grundlegend für die Formulierung ist das von Montel eingeführte Konzept
der normalen Familie:
Eine Familie {\displaystyle {\mathcal {F}}} holomorpher Funktionen heißt
normal, wenn
jede Folge in {\displaystyle {\mathcal {F}}} eine kompakt konvergente Teilfolge besitzt. Dabei wird Konvergenz bezüglich der sphärischen Metrik betrachtet,
insbesondere ist Konvergenz gegen {\displaystyle \infty } zugelassen.

### Kleiner Satz von Montel
Eine lokal gleichmäßig beschränkte Familie holomorpher Funktionen ist normal.

### Großer Satz von Montel
Sei {\displaystyle {\mathcal {F}}} eine Familie von in einem Gebiet
{\displaystyle G} holomorphen Funktionen und seien
{\displaystyle a,b\in \mathbb {C} }, {\displaystyle a\neq b}. Für alle
{\displaystyle f\in {\mathcal {F}}} und {\displaystyle z\in G} gelte
{\displaystyle f(z)\neq a,b}. Dann ist {\displaystyle {\mathcal {F}}} normal.
Der kleine Satz von Montel folgt unmittelbar aus dem großen.
Einen vergleichsweise einfachen Beweis des großen Satzes findet man in
einem Artikel von Lawrence Zalcman.

## Beweis des kleinen Satzes von Montel
Für den Beweis des kleinen Satzes von Montel benötigt man zunächst folgendes Lemma:

### Lemma
{\displaystyle (f_{n})_{n\in \mathbb {N} }} sei eine auf einem Gebiet {\displaystyle G} holomorphe und lokal gleichmäßig beschränkte Funktionenfolge.
Die Menge {\displaystyle P=\{z\in G:\lim _{n\rightarrow \infty }f_{n}(z)\;{\mbox{existiert}}\}} liege dicht in {\displaystyle G}.
Dann ist {\displaystyle (f_{n})_{n\in \mathbb {N} }} kompakt konvergent.

### Beweis (Lemma)
Wir wollen lokal gleichmäßige Konvergenz zeigen, was in lokalkompakten Räumen identisch zur kompakten Konvergenz ist.
{\displaystyle \forall z_{0}\in G:\ \exists r>0:\ \forall \epsilon >0:\ \exists n_{0}:\left|f_{n}(z)-f_{m}(z)\right|<\epsilon \quad \forall z\in B(z_{0},r),\forall m,n>n_{0},}
wobei {\displaystyle B(z_{0},r)} die offene Kreisscheibe mit Mittelpunkt {\displaystyle z_{0}} und Radius {\displaystyle r} bezeichnet.
Da die Funktionenfolge lokal gleichmäßig beschränkt ist, gilt:
{\displaystyle \forall z_{0}\in G:\ \exists R>0,\exists M>0:\left|f_{n}(z)\right|\leq M\quad \forall z\in B(z_{0},R),\forall n\in \mathbb {N} .}
Wähle {\displaystyle r={\frac {R}{2}}}.
Seien nun {\displaystyle z,{\tilde {z}}\in B(z_{0},r)}. Dann gilt (Cauchysche Integralformel):
{\displaystyle {\begin{aligned}\left|f_{n}(z)-f_{n}({\tilde {z}})\right|&=\left|{\frac {1}{2\pi i}}\oint _{\left|w-z_{0}\right|=R}{\frac {f_{n}(w)}{w-z}}dw-{\frac {1}{2\pi i}}\oint _{\left|w-z_{0}\right|=R}{\frac {f_{n}(w)}{w-{\tilde {z}}}}dw\right|\\&=\left|{\frac {z-{\tilde {z}}}{2\pi i}}\oint _{\left|w-z_{0}\right|=R}{\frac {f_{n}(w)}{(w-z)(w-{\tilde {z}})}}dw\right|\end{aligned}}}
Nun schätzt man  das Integral durch die Länge der Kurve und das Maximum des Integranden ab (genaugenommen einer Abschätzung des Maximums):
{\displaystyle \left|{\frac {z-{\tilde {z}}}{2\pi i}}\oint _{\left|w-z_{0}\right|=R}{\frac {f_{n}(w)}{(w-z)(w-{\tilde {z}})}}dw\right|\leq {\frac {\left|z-{\tilde {z}}\right|}{2\pi }}\cdot 2\pi R\cdot {\frac {M}{r^{2}}}=R{\frac {M}{r^{2}}}\left|z-{\tilde {z}}\right|=2{\frac {M}{r}}\left|z-{\tilde {z}}\right|}
Also gilt:
{\displaystyle \left|f_{n}(z)-f_{n}({\tilde {z}})\right|\leq 2{\frac {M}{r}}\left|z-{\tilde {z}}\right|}
Nun liegt P dicht in G. Man kann also für jedes vorgegebene ε endlich viele {\displaystyle p_{i}} aus P wählen, sodass die ε Umgebungen ganz {\displaystyle B(z_{0},r)} überdecken. (Da {\displaystyle B(z_{0},r)} kompakt ist, reichen endlich viele.) Hier wählen wir unser ε genau so, dass wir dann in Kombination mit der oberen Abschätzung genau {\displaystyle \epsilon /3} erhalten.
{\displaystyle \exists p_{1},\dots p_{k}\in B(z_{0},r):\ \forall z\in B(z_{0},r):\ \exists a_{j}:\ \left|z-a_{j}\right|<{\frac {\epsilon }{3}}{\frac {r}{(2M)}}}
{\displaystyle \left|f_{n}(z)-f_{m}(z)\right|\leq \left|f_{n}(z)-f_{n}(p_{j})\right|+\left|f_{n}(p_{j})-f_{m}(p_{j})\right|+\left|f_{m}(p_{j})-f_{m}(z)\right|\quad n,m>n_{0}}
{\displaystyle p_{j}} sei das zu z nächstgelegene {\displaystyle p_{i}}. Dann kann man mittels der oberen zwei Abschätzungen den ersten und letzten Summanden jeweils mit {\displaystyle \epsilon /3} abschätzen. Da die {\displaystyle f_{n}} ja auf den {\displaystyle a_{j}} punktweise konvergieren, ist auch der mittlere Term (für hinreichend großes n) kleiner als {\displaystyle \epsilon /3}.
So erhalten wir:
{\displaystyle \forall z\in G:\ \exists r>0:\ \forall \epsilon >0:\exists n_{0}:\left|f_{n}(z)-f_{m}(z)\right|\leq \epsilon \quad \forall z\in B(z_{0},r),\forall m,n>n_{0}}

### Beweis (Satz von Montel)
Um das obere Lemma verwenden zu können, wählen wir zunächst eine abzählbare dichte Teilmenge {\displaystyle \{p_{1},p_{2},\dots \}} des Gebietes {\displaystyle G}. (z. B.: Nur jene {\displaystyle z\in G} mit rationalen Real- und Imaginärteil)
Nun betrachten wir die Folge {\displaystyle (f_{n})_{n\in \mathbb {N} }} an der Stelle {\displaystyle p_{1}}.
Da die Folge lokal gleichmäßig beschränkt ist, folgt mit dem Satz von Bolzano-Weierstraß, dass eine Teilfolge {\displaystyle f_{n_{k}}}
existiert, sodass {\displaystyle f_{n_{k}}(p_{1})} konvergiert.
Wir bezeichnen diese Folge mit {\displaystyle (f_{1,j})_{j\in \mathbb {N} }}.
Nun kann man diese Funktionenfolge im Punkt {\displaystyle p_{2}} betrachten. Mit dem gleichen Argument wie oben erhält man, dass es eine im Punkt {\displaystyle p_{2}} konvergente Teilfolge {\displaystyle (f_{2,j})_{j\in \mathbb {N} }} gibt.
So definiert man induktiv die Funktionenfolgen {\displaystyle (f_{i,j})_{j\in \mathbb {N} }}.
Nun betrachtet man die Diagonalfolge {\displaystyle (f_{n,n})_{n\in \mathbb {N} }}. Diese konvergiert für alle {\displaystyle p_{i}\in P} nach dem Cantor'schem Diagonalfolge-Verfahren und ist daher nach dem Lemma auch kompakt konvergent auf dem Gebiet {\displaystyle G}.